# Jackson Robert Scott
Jackson Robert Scott (Phoenix, Arizona; 18 de septiembre de 2008) es un actor estadounidense, conocido por su papel de Georgie en la película de 2017, It, adaptación de la novela de Stephen King y su papel protagonista en la película de 2019, The Prodigy. Tras su aparición temprana en It, Scott consiguió un papel regular en la serie de Netflix Locke & Key dirigido por el director Andy Muschietti.

## Carrera
Jackson obtuvo su primer papel en 2015, en la serie estadounidense Mentes Criminales. Fue elegido para participar en el cuarto episodio de la temporada 11 , titulado "Outlaw", interpretando a Cole Vasquez. El episodio se emitió el 21 de octubre de 2015.
También interpretó a un personaje secundario en un episodio de Fear the Walking Dead titulado "TEOTWAWKI ", interpretando a la versión infantil del personaje Troy Otto.
En 2016, Jackson fue elegido para interpretar a Georgie Denbrough en la adaptación cinematográfica de 2017 de la novela de Stephen King "It" . El personaje de Georgie es al que Pennywise persigue al comienzo de la película, por lo que tiene cierta relevancia en la historia. Scott ha declarado que no se sintió intimidado o asustado en ningún momento del rodaje por Bill Skarsgård , quien interpretó a Pennywise, ya que Skarsgård es una buena persona en la vida real. Jackson asistió al estreno de la película en el Grauman's Chinese Theatre.
Repitió su papel de Georgie en la secuela, It: Chapter Two, que se lanzó el 6 de septiembre de 2019.
Scott fue elegido para el papel de Troy en el cortometraje Skin , dirigido por Guy Nattiv, que ganaría el Premio de la Academia al Mejor Cortometraje de Acción en vivo en la 91.ª edición de los Premios de la Academia .
Continuando con el género de terror, Scott interpretó el papel principal de Miles Blume en la película de 2019 The Prodigy , dirigida por Nicholas McCarthy . Esto marcó su primer papel protagonista en una película, el cual coprotagonizó junto a Taylor Schilling.
Andrés Muschietti había seleccionado a Scott para formar parte del reparto del episodio piloto de su serie de Locke & Key para Hulu como uno de los actores principales junto a Frances O'Connor. Interpretó el papel de Bode Locke, el más joven de los hermanos. Hulu, tras ver el piloto, se negó a continuar con el proyecto de la serie. Sin embargo, Netflix volvió a desarrollar la serie con un nuevo elenco, con la excepción de Scott como Bode.
Jackson fue elegido para el papel de Tate Millikin para la próxima película independiente Gossamer Folds, dirigida por Lisa Donato. Coprotagoniza la cinta junto con Alexandra Gray y Shane West.

## Filmografía

### Cine
| Año  | Película        | Personaje         | Notas        |
| ---- | --------------- | ----------------- | ------------ |
| 2017 | It              | Georgie Denbrough |              |
| 2018 | Skin            | Troy              | Cortometraje |
| 2019 | The Prodigy     | Miles Blume       |              |
| 2019 | It: Chapter Two | Georgie Denbrough |              |
| TBA  | Gossamer Folds  | Tate              |              |

### Televisión
| Año  | Película              | Personaje    | Notas                |
| ---- | --------------------- | ------------ | -------------------- |
| 2015 | Mentes Criminales     | Cole Vasquez | Episodio "Outlaw"    |
| 2017 | Fear the Walking Dead | Troy Otto    | Episodio "Teotwawki" |
| 2019 | Locke & Key           | Bode Locke   | Personaje principal  |